# 에치 피트 밀도
에치 피트 밀도(EPD: Etch Pit Density)란 반도체 웨이퍼의 품질을 평가하는 척도 가운데 하나다.  웨이퍼 표면에 에치 용액을 가하면 결정의 전위 부분이 더 빠르게 에칭되며, 그 결과로 그 자리에 피트(패인 자국)가 생긴다. GaAs 웨이퍼는 보통 지르코늄 도가니 안에서 섭씨 450도에서 용융 KOH로 에칭한다. 피트 밀도는 광학 콘트라스트 현미경(optical contrast microscopy)로 측정할 수 있다. 실리콘 웨이퍼는 보통 에치 피트 밀도가 100 cm-2 미만으로 매우 낮지만 반절연(semi-insulating) GaAs 웨이퍼의 EPD는 거의 105 cm-2에 달한다.
EPD는 DIN 50454-1과 ASTM F 1404에 의거하여 결정할 수 있다.